# 李立群
李 立群（リー・リーチュン）は、台湾を代表する俳優のひとり。映画やテレビ、舞台と多岐にわたり活躍する実力派で、香港や中国、近年は日本の作品にも出演している。
中国海事商業専科学校時代に学生劇団『中国青年劇団』に参加したことが後に役者人生をスタートさせるきっかけとなった。船員生活に疑問を感じ休学、様々な職業を転々とした経験を持つ。兵役終了後、華視の俳優養成所で学び数々のテレビドラマや映画に出演。
強面のヤクザからコメディー、厳格な父親役、時代劇と様々な役柄を的確に演じ、テレビの司会者としても高い評価を得ている。また、舞台活動にも精力的で、台湾の著名な演出家・頼聲川（スタン・ライ）率いる劇団『表演工作坊』の創立メンバーでもある。相声師（中国の漫談家）としても知られている。

## 主な出演作品

### 映画
- 光陰的故事 （1982年） <未>
- 搭錯車 （1983年） <未>
- 黑皮與白牙 （1987年） <未>
- 恐怖分子 （1989年）
- 暗戀桃花源 （1992年）
- 飛侠阿達 （1994年） <未>
- 息子の嫁 （阿爸的情人 1995年） <未>
- 極道黒社会 RAINY DOG （1997年）
- 現実の続き 夢の終わり （想死趁現在 2000年）
- 運転手の恋 （運転手之戀　2000年）
- MOON CHILD  （2003年）
- タイムトリッパー 幻遊伝 （神遊情人 2006年）
- カンフー・ダンク! （功夫灌籃 2008年）

### テレビドラマ
- 卿須憐我我憐卿 （1981年） <未>
- 神鵰俠侶 （1998年） <未>
- 少林七傑 （少林七嵌 2000年）
- スウォーズマン 笑傲江湖 （笑傲江湖 2000年）
- 至尊紅顔（2003年） <未>
- 風雲2 （2004年）
- 大漢風 〜項羽と劉邦〜（2004年）
- 中華英雄 （2005年）
- 地下鉄(メトロ)の恋 （地下鉄 2005年）
- 白屋之恋 （2006年）
- 大秦帝国 （2008年）
  - 大秦帝国 QIN EMPIRE （映画編集版邦題、2009年6月日本公開）
- 就是要香戀 （2010年）
- 大秦帝国 縦横 ＝強国への道＝ （2012年）
- キングダム〜戦国の七雄 （2019年）
- お仕事です!〜The Arc of Life〜 （2021年）

## 受賞歴
- 『卿須憐我我憐卿』第6回金鐘獎（台湾のテレビドラマの年度賞）主演男優賞